# Heptanthura tuberculata
Heptanthura tuberculata är en kräftdjursart som först beskrevs av Brian Frederick Kensley och Heard 1991.  Heptanthura tuberculata ingår i släktet Heptanthura och familjen Expanathuridae. Inga underarter finns listade i Catalogue of Life.